# ZMC-2

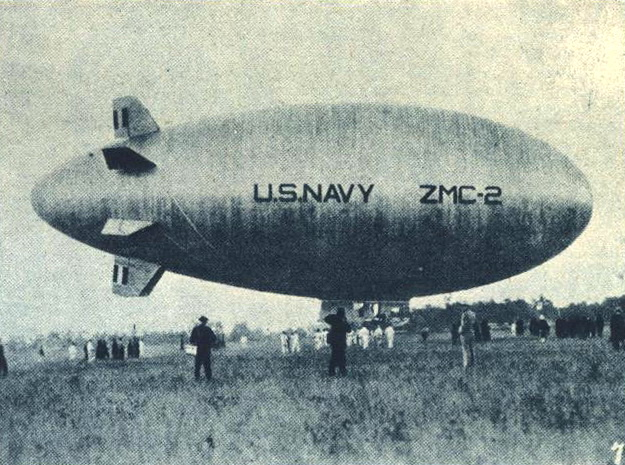
Celokovová vzducholoď ZMC-2

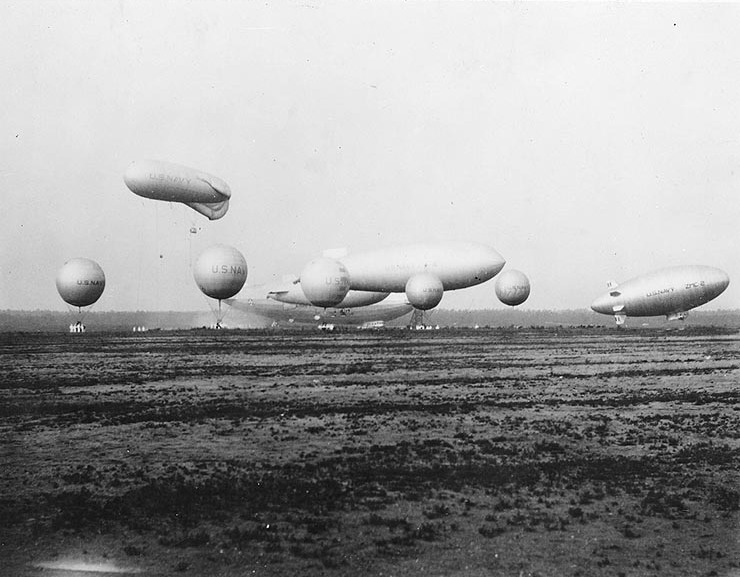
Demonstrace vzducholodí a balónů US Navy v Lakehurstu v roce 1930 nebo 1931. ZMC-2 je zcela vpravo.

ZMC-2 byla originální celokovová neztužená vzducholoď, kterou postavil v roce 1929 americký konstruktér Ralph H. Upson pro americké námořnictvo. 
Těleso vzducholodi bylo vyrobeno z 0,2 mm silného duralového plechu, uvnitř jen mírně vyztuženého dráty. Měla vejčitý tvar (průměr:délka 1:3), objem 5 725 m³, dva balonety a byla poháněna dvěma motory Wright J-5 po 200 koních. Dosahovala rychlosti 100 km/h. Obal byl spojen 3 500 000 vzduchotěsných nýtů.
Stavba této vzducholodi byla financována z peněz na výzkum, které (na rozdíl od peněz na nákup techniky) mělo námořnictvo k dispozici. Zakázka byla podepsána s vynálezcovou firmou v roce 1926, stroj poprvé vzlétl v srpnu 1929. Vzducholoď sloužila úspěšně až do roku 1939, během 752 letů nalétala 2 256 hodin, po dalších dvou letech v hangáru byla sešrotována v roce 1941.